# Sudanesischer Dinar
Der Sudanesische Dinar war die offizielle Währung Sudans von 1992 bis 2007. In einer Übergangszeit vom 9. Januar bis zum 30. Juni 2007 wurde er im Verhältnis 100 zu 1 durch das neue sudanesische Pfund ersetzt.
Der Dinar löste 1992 das alte Sudanesische Pfund ab, im Verhältnis 10 Pfund = 1 Dinar. Die alten Pfund-Noten zirkulierten nach der Umstellung noch eine Weile weiter. 1 Pfund war ursprünglich in 100 Piaster unterteilt, Der Dinar besaß hingegen keine Unterteilung. Zuletzt zirkulierten Scheine zu 100, 200, 500, 1000, 2000 und 5000 Dinar. In früheren Jahren gab es auch Banknoten zu 5, 10, 25 und 50 Dinar.
Da sich die Währungsumstellung allmählich vollzog, konnte sich der Dinar im Volksmund nie richtig durchsetzen; zwar lauteten zumindest im Nordsudan seit Ende der 1990er Jahre alle umlaufenden Banknoten auf Dinar, aber gerechnet wurde weiterhin in Pfund (dschineh) – die genannten Preise hatten somit in der Regel jeweils eine Null mehr als die verlangten Banknoten. Bei der Rechnung in Pfund wurden oft auch einfach die Tausender weggelassen; d. h. wenn ein Preis von „5 Pfund“ verlangt wurde, so bedeutete dies 5000 Pfund bzw. 500 Dinar.
Seit dem Friedensabkommen mit Südsudan wurde mehrmals die Einführung einer neuen Währung für das ganze Land angekündigt und wieder verschoben. Ab dem 9. Januar 2007 wurde schließlich das neue Pfund (dschineh dschadid) im Verhältnis 1:100 zum Dinar, bzw. 1:1000 zum alten Pfund, in Umlauf gebracht. Somit dürfte wieder Ordnung in die verworrenen Währungsbezeichnungen einkehren, denn das neue Pfund entspricht der bereits seit langem üblichen Zählweise in Pfund-Tausendern. Der Dinar war noch bis zum 30. Juni 2007 als offizielles Zahlungsmittel neben dem neuen Pfund zugelassen, konnte aber nur noch bis zum 31. August 2007 bei der Zentralbank eingetauscht werden.